# Romigsschneidmühle
Romigsschneidmühle ist eine Wüstung auf dem Gemeindegebiet des Marktes Pressig im Landkreis Kronach (Oberfranken, Bayern).

## Geographie
Die Einöde war Haus Nr. 19 von Pressig. Sie lag auf einer Höhe von 375 m ü. NHN an der Tettau 300 Meter nordwestlich von der Kernsiedlung Pressig.

## Geschichte
Romigsschneidmühle gehörte ursprünglich zur Realgemeinde Pressig. Das Hochgericht übte das bambergische Centamt Teuschnitz aus. Das bambergische Kastenamt Rothenkirchen war der Grundherr der Schneidmühle.
Mit dem Gemeindeedikt wurde Romigsschneidmühle dem 1808 gebildeten Steuerdistrikt Rothenkirchen und 1818 der Ruralgemeinde Pressig zugewiesen. Letztmals namentlich erwähnt wurde Romigsschneidmühle in einer topographischen Karte von 1971.

### Einwohnerentwicklung
| Jahr      | 001856 | 001861 | 001871 | 001885 | 001900 | 001925 | 001950 |
| Einwohner |        | 5      | 8      | *      | 6      | 3      | 24     |
| Häuser    | 1      |        |        | *      | 1      | 1      | 1      |
| Quelle    | [ 3 ]  | [ 6 ]  | [ 7 ]  | [ 8 ]  | [ 9 ]  | [ 10 ] | [ 11 ] |

## Religion
Die Bewohner waren nahezu rein römisch-katholisch und nach St. Bartholomäus (Rothenkirchen) gepfarrt.

## Weblink
- Romigsschneidmühle in der Ortsdatenbank des bavarikon, abgerufen am 20. August 2021.